# ナンキョクミドリナデシコ
ナンキョクミドリナデシコ (Colobanthus quitensis) は、ナデシコ科の被子植物。南極大陸に自生する数少ない種子植物の1つである。

## 分布
メキシコ、エクアドル、ボリビア、アルゼンチン、チリなどの中南米のほか、サウス・オークニー諸島、サウス・シェトランド諸島といった南極海の島、さらに南極大陸の西海岸に分布する。

## 特徴
南極大陸に自生する種子植物は、ナンキョクコメススキとこのナンキョクミドリナデシコの2種しか知られていない。
葉は針のように細長く、長さ2-30cm、幅0.5-2(-5)cm。花弁はなく、萼は4-5枚、長さ1.6-4.0mm、幅1.0-1.7mm。雄蕊は4-5本、雌蕊は萼と同数程度ある。自家和合性があり、高い割合で自家受粉しているものと考えられている。種子は果実内に多数詰まっており、大きさは約0.5mmで、発芽率は非常に高い。
染色体数は2n=c. 80。

## 分類
ナンキョクミドリナデシコは、はじめツメクサ属 (Sagina) の植物として新種記載されたが、その後 Colobanthus 属に所属を改められた。近縁な種であるとされる同属の Colobanthus affinis や C. apetalus などと形態的、生態的に非常に類似し、C. affinis とは葉の形状などで区別され、C. apetalus とは萼の形状などで通常区別される。しかし、葉の形状などは環境条件によっても変異があるため、特に C. affinis との区別についてはさらなる研究が必要とされている。